# Prêmio Contigo! MPB FM de Música 2013
O Prêmio Contigo! MPB FM de Música 2013 foi a segunda edição da premiação realizada pela emissora de rádio carioca MPB FM em parceria com a revista Contigo!. A cerimônia de entrega da premiação foi realizada em 19 de agosto, na casa de shows Miranda Brasil, localizada às margens da Lagoa Rodrigo de Freitas, no Complexo Lagoon, Rio de Janeiro. A festa teve a apresentação da atriz Leandra Leal.
Os indicados nas dez categorias tiveram seus trabalhos lançados de maio de 2012 a junho de 2013. Cada categoria teve cinco concorrentes e, em três delas, a premiação foi também efetuada por meio do voto popular - categorias Cantor, Cantora e Música. A homenageada da noite foi cantora Mariene de Castro, que após ser back vocal do Timbalada e de Carlinhos Brown, prestou uma homenagem à Clara Nunes com o disco 'Ser de Luz', sendo selecionada pela curadoria do prêmio como a Artista ‘Faro’ do Ano.
O Prêmio Contigo! MPB FM de Música possui um Conselho Deliberativo, que indica os concorrentes, o júri e o homenageado de cada edição. Na segunda edição, o juri do Prêmio foi formado por Luiz Gleiser (TV Globo, diretor artístico do programa Som Brasil), João Paulo Cuenca (escritor), Fernando Mansur (MPB FM), Liminha (produtor musical), Marcelo Castello Branco (executivo da área de entretenimento e música), Luiz Oscar Niemeyer (produtor de eventos), Zé Ricardo (diretor artístico do Rock in Rio e da casa de espetáculos Miranda), Léo Feijó (empresário e produtor cultural), Chico Pinheiro (jornalista) e Paulo Cabral (editor da revista Contigo!).

## Sistema de votação
A equipe do Prêmio selecionou aproximadamente 40 pré-indicados para cada uma das dez categorias. A escolha deste primeiro grupo está diretamente ligada à circulação destes trabalhos ao longo de um ano na rádio MPB FM e em outros veículos com mesmo perfil de público e programação. A partir daí, uma junta curadora constituída pelos profissionais da emissora definiu, através de voto secreto seguido de uma apuração aberta entre todos os membros da junta, os cinco mais votados entre os pré-selecionados de cada categoria. O material (CDs e DVDs) destes artistas foi reunido e enviado para um júri (formado por artistas, críticos e produtores da música popular), que apontou os vencedores em cada uma das dez categorias. 
Para os prêmios de “Melhor Música”, “Melhor Cantor” e “Melhor Cantora”, houve também um sistema de votação popular pelo site Contigo! que indicou mais três vencedores nestas categorias. Sendo assim, serão distribuídos ao todo 14 prêmios (10 pelo voto do júri, três por voto popular e um prêmio/homenagem especial ao artista revelação do ano, que foi indicado pela junta curadora do Prêmio).
O júri de especialistas aplicou seus votos pela internet, através de um site criado exclusivamente para esta votação, no qual cada membro do júri teve uma página protegida por senha pessoal. Ao submeterem os votos ao sistema, este os salvou imediatamente em forma de imagem. A apuração foi acompanhada por um membro deste júri externo a rádio.

## Categorias
| Categoria             | Vencedor                                                                              | Indicados |
| --------------------- | ------------------------------------------------------------------------------------- | --- |
| Melhor Álbum de MPB   | Caetano Veloso — Abraçaço                                                             | - Djavan — Rua dos Amores - João Bosco — 40 Anos Depois - Tom Zé — Tropicália Lixo Lógico - Zélia Duncan — Tudo Esclarecido |
| Melhor Álbum de Samba | Zeca Pagodinho — Multishow Ao Vivo: 30 Anos - Vida Que Segue                          | - Arlindo Cruz — Batuques do Meu Lugar - Alcione — Eterna Alegria - Casuarina — 10 Anos de Lapa - Ao Vivo |
| Melhor Álbum de Pop   | Tulipa Ruiz — Tudo Tanto                                                              | - Ana Carolina — #AC - Lulu Santos — Lulu Canta & Toca Roberto e Erasmo - Marcelo D2 — Nada Pode Me Parar - Nando Reis — Sei |
| Melhor Cantora        | Gal Costa (júri oficial) Ana Carolina (júri popular)                                  | - Alcione - Maria Rita - Marisa Monte |
| Melhor Cantor         | Caetano Veloso (júri oficial) Djavan (júri popular)                                   | - Lenine - Martinho da Vila - Seu Jorge |
| Melhor Música         | Caetano Veloso — Um Abraçaço (júri oficial) Ana Carolina — Combustível (júri popular) | - Djavan — Já Não Somos Dois - Nando Reis — Sei - Seu Jorge — Alma de Guerreiro |
| Melhor DVD            | Gilberto Gil — Concerto de Cordas e Máquinas de Ritmo                                 | - Bebel Gilberto — Bebel Gilberto in Rio - Diogo Nogueira — Ao Vivo em Cuba - Gal Costa — Recanto (Ao Vivo) - Zeca Pagodinho — Multishow Ao Vivo: 30 Anos - Vida Que Segue                                                       |
| Melhor Instrumentista | Jaques Morelenbaum (Gilberto Gil)                                                     | - Guinga (Francis e Guinga) - Hamilton de Holanda (Zeca Pagodinho) - Pedro Baby (Gal Costa) - Pedro Sá (Caetano Veloso) |
| Destaque              | Flávio Renegado                                                                       | - Clarice Falcão - Pretinho da Serrinha - Silva - Toni Ferreira |
| Projetos Especiais    | Martinho da Vila — Sambabook Martinho da Vila                                         | - Adriana Calcanhotto — Adriana Partimpim Tlês - Lulu Santos — Lulu Canta & Toca Roberto e Erasmo - Mariene de Castro — Ser de Luz – Uma homenagem a Clara Nunes - Zelia Duncan — Tudo Esclarecido - Zelia canta Itamar Assunção |